# Mary Ann Bickerdyke
Mary Ann Bickerdyke, de domo Ball (ur. 19 lipca 1817 w hrabstwie Knox, zm. 8 listopada 1901 w Bunker Hill) – amerykańska pielęgniarka, nadzorująca założeniem przeszło trzystu szpitali polowych armii Unii podczas wojny secesyjnej.

## Życiorys
Urodziła się 19 lipca 1817 roku w hrabstwie Knox w rodzinie Hirama i Annie Rodgers Ball. Kształciła się w Oberlin College. Studiów nie ukończyła, zamiast tego zaczęła pracować jako pielęgniarka, m.in. asystując lekarzom podczas wybuchu cholery w Cincinnati. W 1847 roku wyszła za mąż za Roberta Bickerdyke. Po śmierci męża pod koniec lat 50. XIX w., mieszkająca w Galesburg Mary Ann Bickerdyke kontynuowała pracę w zawodzie, by utrzymać dwójkę małych synów.

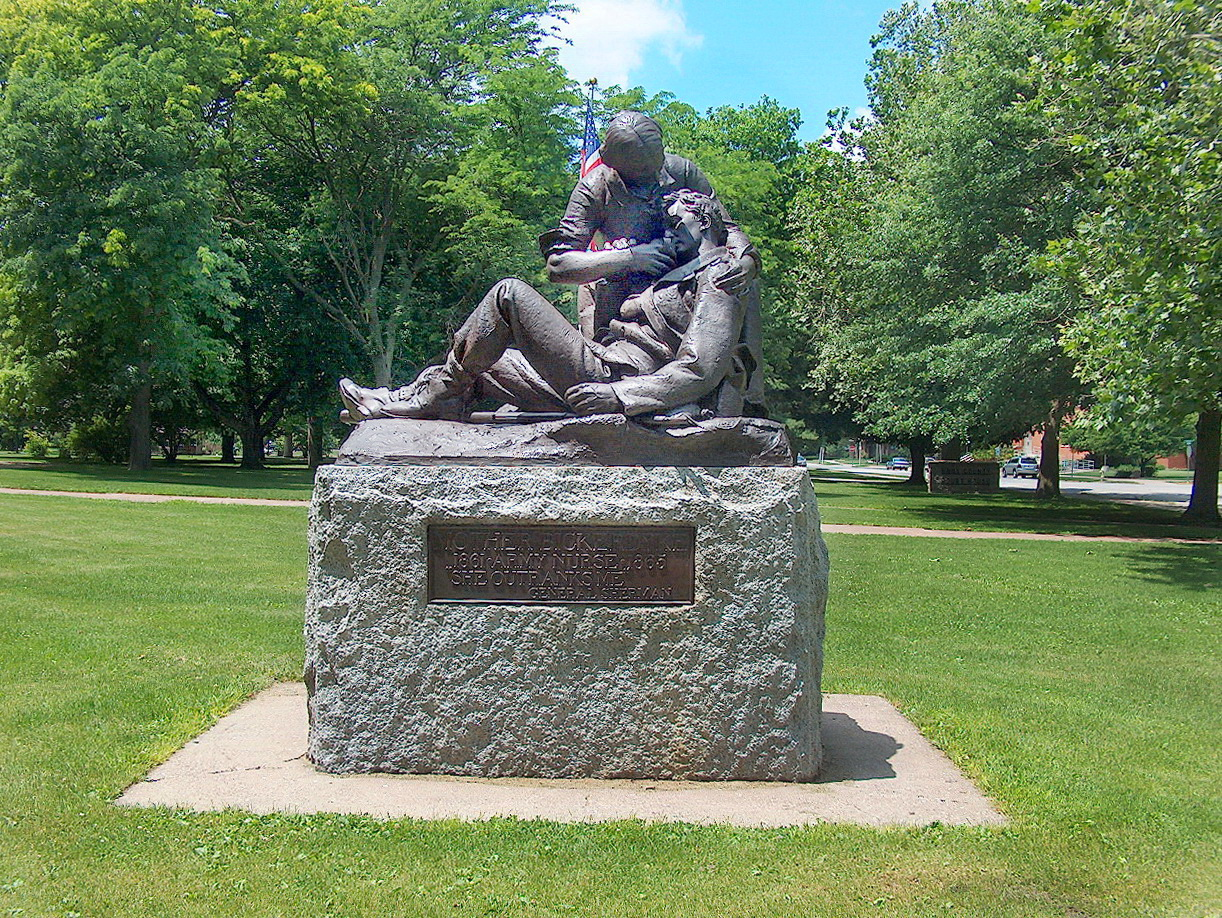
Pomnik Mary Ann Bickerdyke autorstwa Theo Alice Ruggles Kitson w Galesburg

Po wybuchu wojny secesyjnej przeprowadziła transport środków medycznych zebranych przez mieszkańców Galesburg do oddziału stacjonującego w Cairo. Na miejscu zajęła się poprawą warunków w tymczasowym szpitalu wojskowym, a w listopadzie 1861 roku objęła ster nowo powstałego szpitala ogólnego. Na początku następnego roku zaczęła także pracować na polach bitwy, wyszukując żołnierzy potrzebujących opieki, nie bacząc na niebezpieczeństwo. Rozpoczęła współpracę z U.S. Sanitary Commission i sztabem gen. Ulyssesa Granta, poruszając się szlakiem jego oddziałów i zakładając kolejne szpitale polowe. Następnie dołączyła do oddziałów gen. Williama Tecumseha Shermana zmierzających przez stan Georgia w stronę oceanu. Była obecna m.in. podczas  bitwy pod Shiloh, oblężenia Vicksburga czy kampanii atlanckiej. Nadzorowała założenie ok. 300 szpitali polowych, dbała także o częste kontrole medyczne żołnierzy, transport tych, którzy nie mogli się już poruszać o własnych siłach, a także zakładała kuchnie i pralnie polowe. Wśród rannych, którymi się opiekowała, nazywana była „Matką” Bickerdyke, zdobyła także głęboki szacunek Granta i Shermana. Na prośbę Shermana wzięła udział w defiladzie wojskowej w Waszyngtonie na zakończenie wojny secesyjnej, jadąc na czele XV Korpusu wojskowego.
Po zakończeniu wojny wspierała jej weteranów w kwestiach prawnych, jak i w pozyskaniu ziem i sprzętu do upraw. Pomogła także ponad 300 pielęgniarkom w uzyskaniu rent. W 1876 roku przeniosła się do San Francisco, gdzie rozpoczęła pracę w Mennicy Stanów Zjednoczonych oraz angażowała się w działania organizacji dobroczynnych, w tym Armii Zbawienia. W 1886 roku Kongres Stanów Zjednoczonych przyznał jej rentę w wysokości 25 dolarów miesięcznie. Rok później przeniosła się do Kansas. Zmarła 8 listopada 1901 roku w Bunker Hill.